# Dinobot
I Dinobot (a volte Dynobot nella versione americana, Dinorobot in quella italiana) sono un gruppo di combattenti della fazione Autobot dell'universo Transformers.

## Descrizione
I Dinobot principali nella Generation 1 (fumetti Marvel, cartoni, fumetti IDW, ecc...) sono composti da:
1. Grimlock , noto come Tiran in Italia, leader dei Dinobot. Spietato in battaglia e sprezzante del pericolo, Grimlock non riconosce l'autorità di Optimus Prime ed è convinto di poter essere un leader migliore per gli Autobot, tuttavia a causa del suo cervello primitivo dimostra più volte di essere estremamente stupido quanto avventato. In un episodio della G1 diverrà talmente intelligente da costruire i Technobots. Si trasforma in un T-Rex.
2. Slag/Slug , noto come Tricex in Italia, secondo in comando dei Dinobot. Si trasforma in un Triceratopo.
3. Sludge , noto come Bronto in Italia. Si trasforma in un Brontosauro.
4. Snarl , noto come Stego in Italia. Si trasforma in uno Stegosauro.
5. Swoop/Strafe , noto come Reptilo in Italia. Si trasforma in uno Pteranodonte.

Si distinguono dagli altri Transformers, principalmente per il loro linguaggio primitivo, inoltre perché in alcune versioni non sono nativi di Cybertron, ma sono stati creati sulla Terra (nella G1 da Wheeljack, in Transformers Animated dopo il contatto con la chiave di Sari) e per la loro forza, che riesce a tener testa a quella di Devastator (unione dei Constructicon) e Predaking (unione dei Predacon). Inoltre, soprattutto nei primi episodi in cui sono comparsi, non obbediscono agli ordini.
In un fumetto (ambientato in un altro universo) si uniranno in Beast, per contrastare Bruticus, Devastator e Menasor e per aiutare i compagni feriti gravemente. La loro forza sommata è tale da riuscire in poche mosse, a distruggere le 3 fusioni Decepticon, ma perdendo completamente il controllo e con l'unico obbiettivo di uccidere (anche i compagni che volevano salvare), per tale motivo Optimus, con l'aiuto di Jetfire, lo fa cadere in un burrone, distruggendolo ed evitando così la possibilità che mietessero altre vite.
In alcuni universi, occasionalmente ci sono Dinobot extra di minore importanza:
1. Paddles (presente solo nei videogiochi), è il più calmo e gentile, si trasforma in un Elasmosauro.
2. Grimmaster (noto come Kakuryu in Giappone presente soltanto nel cartone Transformers: Victory), si trasforma in un Triceratopo biomeccanico.
3. Strafe (prima femmina della 1ª Generazione, apparsa solo nei fumetti IDW Publishing), si trasforma in un rettile a due teste simile all'Ortro.
4. Skar/Scarr (apparso solo nei fumetti IDW Publishing), con la linea di giocattoli Transformers Legacy: Evolution si trasforma in un Anchilosauro, diventando così il sesto membro del combiner Volcanicus.
5. Slash (altra femmina, apparsa solo in un'attuale linea di giocattoli e menzionata nei videogiochi), si trasforma in un Velociraptor.

In una continuity di storie per bambini appaiono migliaia di Dinobot generici con forme di vari sauropodi, mentre nel recente videogioco per smartphone e tablet Transformers: Earth Wars, i 5 Dinobot più importanti si combinano in una configurazione più stabile rispetto a Beast, chiamata Volcanicus.

## Altre apparizioni

### Transformers: Beast Wars (Biocombat)
In questa serie (seguito di quella originale), il nome Dinobot è riferito ad un solo individuo che si chiama per l'appunto Dinobot. Egli all'inizio è un Predacon (discendenti dei Decepticon) tuttavia, siccome egli agisce in base ad un rigido ed ammirevole codice d'onore, capirà di stare dalla parte sbagliata e diventerà un Maximal (discendenti degli Autobot) e si sacrificherà eroicamente per salvare i suoi alleati; l'episodio contenente la morte di Dinobot è stato considerato il migliore venendo definito il "potente fulcro della serie" catapultando Dinobot nel Hall of Fame dei Transformers nel 2010. La forma alternativa di Dinobot era un Velociraptor organico.
In seguito i malvagi Predacons creeranno un clone (dall'aspetto mostruoso) del suddetto Dinobot denominato "Dinobot II". Anche quest'ultimo (conservando un po' della coscienza del suo predecessore) morirà da eroe. Si trasformava in un Velociraptor Transmetal 2 meccanico/scheletrico.

### Transformers: Robots in Disguise (2000)
Non ci sono Dinobot in questa serie; c'è solo un Autobot di nome Grimlock che non diventa un dinosauro, bensì un escavatore.

### Transformers Animated
In questa serie, vediamo solo 3 Dinobot:
- Grimlock, leader e unico dinobot parlante. Si trasforma in un T-Rex;
- Snarl, si trasforma in un triceratopo;
- Swoop, si trasforma in uno pteranodonte.

Essi sono stati frutto della riparazione dello scienziato Isacc Sumdac di pupazzi animatronici con l'aiuto di Megatron, e in seguito del contatto della chiave energetica di sua figlia. Curiosamente in questa serie Snarl assume la forma di un triceratopo, solitamente attribuita a Slag, invece di quella di uno stegosauro: ciò è dovuto al fatto che in territorio anglosassone la parola "slag" è considerata offensiva e volgare, motivo per il cambio di nome (sostituito in serie successive con Slug). In un episodio della terza stagione infatti Scrapper, il suo "padrone", dichiara che avrebbe effettivamente voluto chiamarlo Slag ma che temeva che "lo avesse preso come un insulto".

### Continuty "allineata"
Transformer: Fall of Cybertron
Nel videogioco, una squadra di normali Autobot denominata "Assalto Fulmineo", (che considera Optimus troppo buono e non deciso a combattere i nemici) guidata da Grimlock, viene sconfitta e catturata dagli Insecticons di Shockwave. Quest'ultimo farà tremendi esperimenti sui sopracitati Autobot modificandone la struttura fisica, aumentandoli di dimensioni e rendendoli simili a degli animali nativi di un pianeta oggetto di studi di Shockwave. In seguito, Grimlock si libera e va in cerca dei suoi compagni intrappolati, i quali si ribattezzeranno Dinobot.
In questo gioco sono:
- Grimlock, leader del gruppo, si trasforma in un Tyrannosaurus Rex.
- Swoop, si trasforma in uno Pteranodonte.
- Slug, si trasforma in un Triceratopo.
- Snarl, si trasforma in uno Stegosauro.
- Sludge, ucciso dagli Insecticon, si trasformava in un Brontosauro.

Prima che Shockwave li catturasse, essi erano Cybertroniani normali con forme alternative veicolari regolari (cingolati, jet, ecc...). Grimlock e Swoop erano già comparsi in Transformers: War for Cybertron.
Transformers: Prime
In questa serie i Dinobot non compaiono ma vengono solo menzionati da Miko quando chiede cosa sono e Bulkhead gli risponde che "sono una cosa del tutto diversa" rispetto ai Predacon. I Dinobot sono i protagonisti, insieme ad Ultra Magnus, del fumetto "Rage of the Dinobots" dove stanno dando la caccia a Shockwave con lo scopo di vendicarsi dell'esperimento fatto su di loro. Questo fumetto narra le avventure dei Dinobot insieme al sopracitato Ultra Magnus e gli eventi si svolgono prima della terza stagione della serie. I Dinobot nel fumetto, come nel gioco Fall of Cybertron, sono cinque e sono: Grimlock, Slug, Snarl, Swoop e Sludge.
 Transformers: Rescue Bots 
Optimus Prime, Heatwave e gli altri principali Rescue Bots (oltre alla loro forma veicolo) si trasformeranno temporaneamente in dinosauri meccanici dopo aver scansionato dei fossili, in una missione su un'isola al largo di Griffin Rock.
Transformers: Robots in Disguise (2015)
In questa serie (seguito della precedente) ne compaiono solo due:
- Grimlock.
- Scowl (un Dinobot criminale sconosciuto, ha demolito degli edifici su Cybertron)

Inoltre si scopre che Grimlock in passato era un Decepticon ma è passato dalla parte degli Autobot. In questa serie viene anche affermato che i Dinobot non sono un sottogruppo degli Autobot ma una specie a sé di Cybertroniani che possono assumere l'aspetto di Dinosauri. Qui non viene mai fatto riferimento all'esperimento che Shockwave fece ai Dinobot durante la grande guerra poiché il Grimlock di Fall of Cybertron ed il Grimlock di questa serie, sono due personaggi completamente diversi ed i Dinobot del videogioco (come già affermato) non sono Dinobot naturali, ma semplici Cybertroniani modificati.

### Continuity cinematografica
Transformers 4 - L'era dell'estinzione/Transformers - L'ultimo cavaliere
Nel film i Dinobot - ovvero Grimlock, Strafe, Slug Scorn e Slash - sono antichi Transformers che insieme ad Optimus Prime formano i Leggendari Cavalieri di Iacon. Arrivarono sulla Terra 65 milioni di anni fa, quando gli esseri conosciuti come i "Creatori" estinsero i Dinosauri. Dopo ciò Grimlock e gli altri quattro si ribellarono e assunsero forme di Dinosauri; alla fine, però, vennero catturati dal cacciatore di taglie Lockdown. Milioni di anni dopo Optimus li libera dalla loro prigionia e li porta dalla parte degli Autobot, dove, insieme, riescono a sconfiggere i Decepticons di Galvatron. In seguito, una volta sconfitto Lockdown, Optimus li rende di nuovo liberi. Grimlock e Slug ricompariranno in Transformers 5 insieme ai dei piccoli animaletti Cybertroniani noti come Mini-Dinobot
- Grimlock, leader dei Dinobot, si trasforma in un Tyrannosaurus Rex.
- Strafe, si trasforma in uno Pteranodonte a due teste.
- Slug, si trasforma in un Triceratopo.
- Scorn, si trasforma in uno Spinosaurus.
- Slash, si trasforma in un Velociraptor. Non presente nel film.
- Slog, si trasforma in un Brontosauro. Non presente nel film.
- Snarl, si trasforma in uno Stegosauro. Non presente nel film.

A differenza delle loro precedenti apparizioni le forme robotiche dei Dinobot rispecchiano quelle di guerrieri barbari.

### Crossover
'Angry Birds Transformers'
In questo gioco compaiono solo due ipotetici "Dinobot":
- Grimlock bird, dinosauro robotico che diventa una specie di moto.
- Trypticon pig, dinosauro robotico che diventa una specie di moto.

I due personaggi non sono nient'altro che la fusione degli storici Grimlock (Autobot) e Trypticon (Decepticon) con il piccolo e simpatico tucano Hal, uno dei protagonisti dell'omonima serie Rovio.